# Massimo Botti
Massimo Botti (ur. 23 maja 1973 w Piacenzy) – włoski siatkarz, grający na pozycji środkowego. Obecnie trener. Dwa razy wystąpił w reprezentacji Włoch.
Podczas Gali Polskiej Ligi Siatkówki 2025 został wybrany Trenerem sezonu 2024/2025 PlusLigi.

## Przebieg kariery siatkarza i sukcesy klubowe
| Sezon             | W klubie                       | Klub                         | Trofeum                          | Osiągnięcie        |                   |                   |                   |                   |                   |                   |
| kariera juniorska | kariera juniorska              | kariera juniorska            | kariera juniorska                | kariera juniorska  | kariera juniorska | kariera juniorska | kariera juniorska | kariera juniorska | kariera juniorska | kariera juniorska |
| ----------------- | ------------------------------ | ---------------------------- | -------------------------------- | ------------------ | ----------------- | ----------------- | ----------------- | ----------------- | ----------------- | ----------------- |
| 1987/1988         |                                | Libertas Piacenza            |                                  |                    |                   |                   |                   |                   |                   |                   |
| 1988/1989         | Colser Parma                   |                              |                                  |                    |                   |                   |                   |                   |                   |                   |
| 1989/1990         | Colser Parma                   |                              |                                  |                    |                   |                   |                   |                   |                   |                   |
| kariera seniorska |                                |                              |                                  |                    |                   |                   |                   |                   |                   |                   |
| 1990/1991         |                                | Maxicono Parma               | złoto                            | Superpuchar Europy |                   |                   |                   |                   |                   |                   |
| 1990/1991         | brąz                           | Maxicono Parma               | Klubowe Mistrzostwa Świata       |                    |                   |                   |                   |                   |                   |                   |
| 1990/1991         | srebro                         | Maxicono Parma               | Puchar Europy Mistrzów Klubowych |                    |                   |                   |                   |                   |                   |                   |
| 1990/1991         | srebro                         | Maxicono Parma               | Liga włoska                      |                    |                   |                   |                   |                   |                   |                   |
| 1991/1992         | złoto                          | Maxicono Parma               | Puchar Włoch                     |                    |                   |                   |                   |                   |                   |                   |
| 1991/1992         | złoto                          | Maxicono Parma               | Puchar CEV                       |                    |                   |                   |                   |                   |                   |                   |
| 1991/1992         | złoto                          | Maxicono Parma               | Liga włoska                      |                    |                   |                   |                   |                   |                   |                   |
| 1992/1993         | srebro                         | Maxicono Parma               | Puchar Europy Mistrzów Klubowych |                    |                   |                   |                   |                   |                   |                   |
| 1992/1993         | złoto                          | Maxicono Parma               | Liga włoska                      |                    |                   |                   |                   |                   |                   |                   |
| 1993/1994         | srebro                         | Maxicono Parma               | Puchar Europy Mistrzów Klubowych |                    |                   |                   |                   |                   |                   |                   |
| 1994/1995         | złoto                          | Maxicono Parma               | Puchar CEV                       |                    |                   |                   |                   |                   |                   |                   |
| 1995/1996         | Cosmogas Forlì                 |                              |                                  |                    |                   |                   |                   |                   |                   |                   |
| 1996/1997         | Cosmogas Forlì                 |                              |                                  |                    |                   |                   |                   |                   |                   |                   |
| 1997/1998         | Cosmogas Forlì                 |                              |                                  |                    |                   |                   |                   |                   |                   |                   |
| 1998/1999         | Cosmogas Forlì                 |                              |                                  |                    |                   |                   |                   |                   |                   |                   |
| 1999/2000         | Cosmogas Forlì                 |                              |                                  |                    |                   |                   |                   |                   |                   |                   |
| 2000/2001         | Cosmogas Forlì                 |                              |                                  |                    |                   |                   |                   |                   |                   |                   |
| 2001/2002         | Cosmogas Forlì                 |                              |                                  |                    |                   |                   |                   |                   |                   |                   |
| 2002/2003         | Coprasystel Ventaglio Piacenza |                              |                                  |                    |                   |                   |                   |                   |                   |                   |
| 2003/2004         | Coprasystel Ventaglio Piacenza | srebro                       | Puchar CEV                       |                    |                   |                   |                   |                   |                   |                   |
| 2003/2004         | Coprasystel Ventaglio Piacenza | srebro                       | Liga włoska                      |                    |                   |                   |                   |                   |                   |                   |
| 2004/2005         | Coprasystel Ventaglio Piacenza |                              |                                  |                    |                   |                   |                   |                   |                   |                   |
| 2005/2006         | Giotto Padwa                   |                              |                                  |                    |                   |                   |                   |                   |                   |                   |
| 2006/2007         | do 30.10.2006                  | Copra Berni Piacenza         |                                  |                    |                   |                   |                   |                   |                   |                   |
| 2006/2007         | od 31.10.2006                  | Salento d’amare Taviano      |                                  |                    |                   |                   |                   |                   |                   |                   |
| 2006/2007         | do 16.12.2006                  | Salento d’amare Taviano      |                                  |                    |                   |                   |                   |                   |                   |                   |
| 2006/2007         | od 17.12.2006                  | Copra Berni Piacenza         | srebro                           | Puchar CEV         |                   |                   |                   |                   |                   |                   |
| 2006/2007         | od 17.12.2006                  | Copra Berni Piacenza         | srebro                           | Liga włoska        |                   |                   |                   |                   |                   |                   |
| 2007/2008         |                                | Marmi Lanza Werona           |                                  |                    |                   |                   |                   |                   |                   |                   |
| 2008/2009         | RPA-LuigiBacchi.it Perugia     |                              |                                  |                    |                   |                   |                   |                   |                   |                   |
| 2009/2010         | RPA-LuigiBacchi.it Perugia     | złoto                        | Puchar Challenge                 |                    |                   |                   |                   |                   |                   |                   |
| 2010/2011         | od 06.11.2010                  | Edilesse Conad Reggio Emilia |                                  |                    |                   |                   |                   |                   |                   |                   |
| 2011/2012         |                                | Pallavolo Molfetta           |                                  |                    |                   |                   |                   |                   |                   |                   |
| 2012/2013         | Canottieri Ongina              |                              |                                  |                    |                   |                   |                   |                   |                   |                   |
| 2013/2014         | Canottieri Ongina              |                              |                                  |                    |                   |                   |                   |                   |                   |                   |
| 2014/2015         | Canottieri Ongina              |                              |                                  |                    |                   |                   |                   |                   |                   |                   |
| 2015/2016         | Canottieri Ongina              |                              |                                  |                    |                   |                   |                   |                   |                   |                   |

### Sukcesy reprezentacyjne
Mistrzostwa Europy Juniorów:
- 1992

Mistrzostwa Świata Juniorów:
- 1993

## Jako trener

### Sukcesy klubowe
Puchar Włoch:
- 2023[4]

Liga włoska:
- 2023[5]

Puchar Challenge:
- 2025[6]

Liga polska:
- 2025[7]